# Zearchaea
Zearchaea es un género de arañas araneomorfas de la familia Mecysmaucheniidae. Se encuentra en  Nueva Zelanda.

## Lista de especies
Según The World Spider Catalog 12.0:
- Zearchaea clypeata Wilton, 1946
- Zearchaea fiordensis Forster, 1955